# ادوارد روش
ادوارد رُش (انگلیسی: Édouard Roche; ۱۷ اکتبر ۱۸۲۰ – ۲۷ آوریل ۱۸۸۳) یک ستاره‌شناس و ریاضی‌دان اهل فرانسه بود که به دلیل کارهایی که در زمینهٔ مکانیک سماوی کرده است شناخته می‌شود. نام او برای برخی مفاهیم مانند کره رش، حد رش و لب رش استفاده می‌شود. رُش در زمینهٔ هواشناسی هم مطالبی نوشته است.
وی همچنین برندهٔ جوایزی همچون لژیون دونور (شوالیه) شده است.